# 季季姆

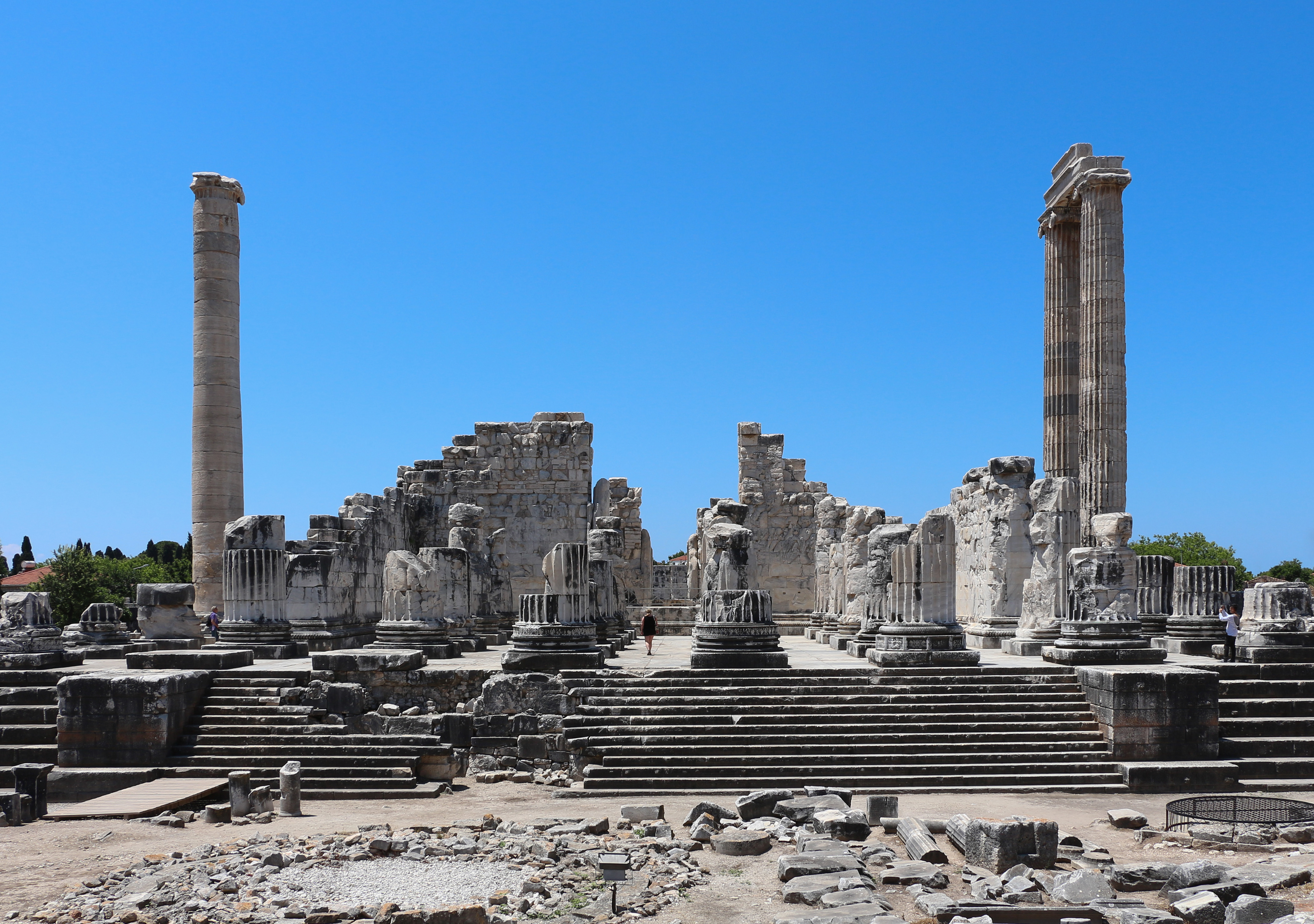
Didim

季季姆是土耳其的城鎮，位於該國西南部愛琴海東岸，距離艾登省123公里，面積402平方公里，海拔高度29米，該地區自新石器時代有人類居住，2011年人口46,571。

## 外部連結
- District governor（页面存档备份，存于） （土耳其文）
- Chamber of commerce（页面存档备份，存于） （土耳其文）
- （页面存档备份，存于） （土耳其文）